# Philippe Rondot
Pour les articles homonymes, voir Rondot.
Philippe Rondot, né le 5 octobre 1936 à Nancy et mort le 26 décembre 2017 à Fléty, est un général de division français.
Il est un « vétéran » du renseignement français, sous le pseudonyme ou alias de « Max ». Saint-Cyrien et ancien commando parachutiste, il est docteur en sociologie politique des relations internationales. Il a travaillé successivement pour la DGSE et pour la DST, deux services traditionnellement rivaux ; il fut le conseiller pour le renseignement et les opérations spéciales (CROS) de différents ministres de la Défense, de droite ou de gauche (Alain Richard, Pierre Joxe et Michèle Alliot-Marie). Spécialiste du monde arabe, il est l'auteur de plusieurs ouvrages sur le Moyen-Orient et d'articles parus dans le journal Le Monde ; il fut aussi membre de l'IFRI.
Il est le principal auteur de l'arrestation du terroriste Carlos au Soudan en 1994.
De nombreux commentateurs soulignent son sens du service et de l'éthique.

## Biographie

### Enfance et vie privée
Né en 1936 à Nancy, Philippe Rondot est le fils du général Pierre Rondot et de Fanny Éliane Fradet. Il entretient une relation amicale avec Gérard de Villiers, l'auteur des romans d'espionnage SAS, au point que le personnage de Robert Correll, dans le roman Le Chemin de Damas, pourrait avoir été inspiré par Philippe Rondot.

### Carrière
En 1958, il intègre l’École spéciale militaire de Saint-Cyr. Cette même année, son père publie L'islam et les Musulmans d'aujourd'hui. De 1960 à 1962, il opère dans un commando de chasse durant la guerre d'Algérie. Philippe Rondot entre en 1965 dans les services spéciaux, où il est officier au service action du SDECE (l'ancêtre de la Direction générale de la Sécurité extérieure).
En 1975, durant la guerre froide, alors qu'il est capitaine et chef de poste adjoint du SDECE à Bucarest, il aurait disparu pendant trois jours sans donner le moindre signe de vie. Or un agent dans sa position est censé rendre compte de son emploi du temps heure par heure. Qui plus est, il n'a pas signalé sa participation à un cocktail où son radio a avoué avoir été approché par la Securitate, la police politique roumaine. Rondot aurait ensuite été « mis en sommeil ». Soupçonné d'avoir été surpris par les services roumains en situation compromettante ou même d'avoir été « retourné », il subira un interrogatoire mené par le colonel André Camus (décédé en 1987), chef du département « P » (chargé de « débriefer » les « tauPes »), lequel aurait déclaré plus tard à Pierre Siramy (ancien cadre DGSE entré en 1984 dans ce service) qui le rapporte dans ses mémoires, que Rondot avait été « approché » par la Securitate pendant son « absence ». Les services roumains auraient disposé de trois photos pour le faire chanter. Ce serait faute d’avoir pu justifier cette absence qu'il aurait dû rapidement quitter le SDECE. Il a pu faire l'objet d'un règlement de comptes interne ; il aurait, simplement, égaré ses clés d'appartement et dormi à l'hôtel ; ou encore, passé trois jours avec sa future épouse.
Quarante-cinq ans plus tard, des archives transmises par les services roumains viendront finalement le laver des soupçons qui avaient pesé sur lui à l'époque[réf. nécessaire].
À l'issue de cet épisode, il rejoint le Centre d'analyse et de prévisions du ministère des Affaires étrangères, dirigé par Jean-Louis Gergorin. Il y fait la connaissance de Dominique de Villepin. Officiellement, il est détaché au Centre d'études de politique étrangère, et chargé de mission au Centre des hautes études. En mars 1980, il soutient une thèse de doctorat de sociologie en relations internationales, issue de ses travaux sur « les projets de paix arabo-israéliens », sous la direction de Jacques Vernant.
Il rejoint la DST en 1981. De nouveau, il y accomplit différentes missions spéciales, en particulier en Irak et au Liban. Le directeur de la DGSE Pierre Marion refuse sa réincorporation en 1982. De 1983 à 1984 il est auditeur de la session nationale à l'Institut des hautes études de défense nationale (IHEDN) . En 1986, il aurait joué un rôle important dans la libération des otages français au Liban. En août 1991, il exfiltre personnellement le général Michel Aoun de l'ambassade de France à Beyrouth.[réf. nécessaire]
Entre 1991 et 1993, il participe à la création de la Direction du Renseignement militaire (DRM) au cabinet du ministre de la Défense Pierre Joxe. Il participe à la libération de plusieurs otages en Libye et, ultérieurement, en Irak. En 2001 et 2002, il est chargé d'identifier les auteurs d'une enquête de la DGSE et/ou de la DST sur des comptes bancaires supposés de Jacques Chirac au Liban et au Japon. La DGSE se serait contentée de recueillir les déclarations d'un correspondant au Japon. En juillet 2002, les résultats de cette enquête conduisent au remplacement de Jean-Claude Cousseran par Pierre Brochand à la tête de la DGSE et de Jean-Jacques Pascal par Pierre de Bousquet de Florian à la tête de la DST.[réf. nécessaire]
Philippe Rondot est chargé de la coordination du renseignement au cabinet du ministère de la Défense de 1997 au 31 décembre 2005, date de sa retraite. Il était à ce titre le « conseiller pour le renseignement et les opérations spéciales » (CROS) du ministre de la Défense Alain Richard puis de Michèle Alliot-Marie.
Philippe Rondot est mort le 26 décembre 2017 à l'âge de 81 ans et a été inhumé le 30 décembre à Fléty, dans la Nièvre,.

## Missions notables

### Libération de la famille Valente
En 1990, il œuvre pour faire libérer cette famille franco-belge, retenue en otage par l'organisation terroriste palestinienne Abou-Nidal.

### Arrestation de Carlos
Philippe Rondot commence à traquer le terroriste international en 1975. La mission en cours est stoppée à la demande de Valéry Giscard d'Estaing. En 1994, il est le principal acteur de la capture du terroriste Ilich Ramírez Sánchez (dit Carlos) au Soudan (Carlos a porté plainte contre lui, le 28 juin 2006, pour « enlèvement et séquestration »).

### Moines de Tibhirine
En 1996, il négocie activement pour tenter de faire libérer les sept moines du monastère de Tibhirine, en Algérie, qui sont finalement assassinés. Il participe activement à renforcer les relations entre les services algériens et français.

### Recherche des criminels de l'ex-Yougoslavie
À compter de 1999, il participe à la traque de Ratko Mladic et de Radovan Karadzic, en vue de leur présentation au Tribunal pénal international pour l’ex-Yougoslavie. Ceux-ci seront arrêtés par les Serbes en 2008.

### Affaire Clearstream 2
En 2004, Philippe Rondot est l'un des témoins-clés de l'affaire Clearstream 2, qui portait sur la falsification de listings de la compagnie de clearing bancaire Clearstream. Il figure parmi les témoins alors entendus par les juges Jean-Marie d'Huy et Henri Pons dans l'affaire Clearstream 2.
Le général Rondot est totalement mis hors de cause par la décision judiciaire finale.

#### Les carnets du général Rondot
Ses carnets personnels sont saisis lors d'une perquisition à son domicile. Leur contenu divulgué par la presse met en position difficile le Premier ministre Dominique de Villepin.
Ces notes, dans lesquelles il consigne ordres et travaux, sont partiellement classées secret défense, et sont aujourd'hui déclassifiées. Le général Rondot, responsable des services secrets français, avait pour habitude de relater de son écriture manuscrite ses actions et ses conversations dans des petits carnets. Il codifiait également les personnes concernées ne les citant pas directement : ainsi le Premier ministre est abrégé en PM, le président de la République en PR, Imad Lahoud en Mahdi, par exemple.
Une note du 9 septembre 2002 de "très graves dysfonctionnements" dans la gestion des fonds secrets de la DGSE dont une partie a disparu. « S'il est normal, que la DGSE dispose d'un trésor de guerre, encore convient-il que celui-ci soit immédiatement disponible en cas de crises ou d'opérations majeures à engager dans l'urgence et qu'il ne serve pas à entretenir, chez quelques correspondants affairistes et mal contrôlés de la DGSE, leurs danseuses... » pointe-t-il.

#### Les fichiers «effacés»
Selon Libération du 13 juillet 2007, la pratique des carnets à spirale du général Rondot témoigne d'une « graphomanie incongrue ».
Les investigations judiciaires sur le PDA HP iPAQ de l'ex-agent secret des renseignements ont également permis de mettre la main sur de nouvelles notes sur l'affaire Clearstream 2. Cet assistant personnel, saisi lors d'une précédente perquisition, révèle que certaines notes compromettantes pour Jacques Chirac et Dominique de Villepin ont été effacées de la mémoire flash du PDA. D'après le magazine Paris Match le général Philippe Rondot a déclaré aux juges que l'effacement de ces notes émanait d'une consigne de l'ancien premier ministre Dominique de Villepin.
Stéphanie Queroy, à la fois la nièce et l'assistante du général Rondot, reconnait le 4 juillet 2007 devant les enquêteurs le contenu de ces notes qu'elle a tapées ; celle-ci confirme que ces notes avaient été effacées à la demande de Dominique de Villepin.

#### Le compte japonais de Jacques Chirac
La saisie de ces notes a révélé d'autres affaires sans rapport avec ces faux fichiers, notamment des documents des services secrets français faisant état de l'existence d'un compte bancaire qui serait détenu par Jacques Chirac au Japon, crédité alors de 300 millions de francs (près de 46 millions d'euros). Cette annonce relança l'affaire des comptes japonais de Jacques Chirac à la Tokyo Sowa Bank. Les juges d'Huy et Pons ne sont toutefois saisis que de l'affaire des faux listings.
Selon Le Canard enchaîné du 23 mai 2007, des documents nouveaux saisis chez le général Rondot, versés récemment au dossier, accréditeraient l'existence du compte bancaire en question. Il s'agit d'une chemise intitulée « affaire japonaise », de deux autres appelées « PR1 » et « PR2 » (pour « président de la République »), contenant des messages de la DGSE ainsi que des relevés bancaires japonais. Des notes évoquent « à tort ou à raison » l'ancien président de la Polynésie française Gaston Flosse, ami personnel de Jacques Chirac. Le parquet de Paris aurait tenu une réunion lundi 21 mai 2007 pour examiner les conséquences possibles de ces éléments nouveaux. 

#### Auditions judiciaires
Lors d'une première audition comme simple témoin le 28 mars 2006, Philippe Rondot a indiqué aux juges avoir été chargé en janvier 2004 par Dominique de Villepin, alors ministre des affaires étrangères, d'enquêter sur des noms et des numéros de comptes qui figuraient sur des listings de Clearstream. Le général citait le nom de Jacques Chirac comme celui qui aurait donné des « instructions » à Dominique de Villepin sur les vérifications à effectuer.
Le général Rondot fut de nouveau entendu comme témoin assisté par les juges Jean-Marie d'Huy et Henri Pons dans le cadre de l'affaire Clearstream 2 le 22 mai 2007, le 11 juin et le 26 juin 2007. 
Au cours de l'interrogatoire du 22 mai 2006, l'officier a été questionné sur la réunion du 9 janvier 2004 dans le bureau de Dominique de Villepin, alors ministre des affaires étrangères, au cours de laquelle ce dernier l'avait chargé d'une enquête secrète de « vérification » sur les listings truqués de Clearstream. Les magistrats cherchent à connaître le rôle de Dominique de Villepin dans cette affaire.
Le général Rondot a également été interrogé sur l'affaire du compte japonais de Jacques Chirac (présumé) évoquée dans ses notes, dont plusieurs ont été récemment jointes au dossier.
Tous ces éléments seront sans suite, après la mise hors de cause du général Rondot.

## Culture populaire
- "L'infiltré", 2012 téléfilm : Jacques Gamblin incarne Michel Carrat, personnage inspiré de Philippe Rondot qui a participé au scenario
- "Philippe Rondot, le tombeur de Carlos", 2023, épisode[32] du podcast de radiofrance "Espions, une histoire vraie"

## Œuvres
- La Syrie, Presses universitaires de France, Paris, 1978  (ISBN 2-13-045509-3).
- L'Irak, Presses universitaires de France, Paris, 1979  (ISBN 2-13-046840-3).
- La Jordanie, Presses universitaires de France, Paris, 1980  (ISBN 2-13-036345-8).
- Les projets de paix arabo-israéliens, École des hautes études en sciences sociales, Paris, 1980 (Thèse Universitaire).
- Le Proche-Orient à la recherche de la paix, 1973-1982, Presses universitaires de France, Paris, 1982  (ISBN 2-13-037518-9).
- Avec Bichara Khader, Le Parti Ba'th, École des hautes études en sciences sociales, Louvain-la-Neuve, Centre de Recherches sur le monde arabe contemporain, 1984.

## Décorations
- Grand officier de la Légion d'honneur ; chevalier, officier, commandeur (1997), grand officier le 13 janvier 2006[33].